# Omar Camporese
Omar Camporese (ur. 8 maja 1968 w Bolonii) – włoski tenisista, reprezentant w Pucharze Davisa, olimpijczyk.

## Kariera tenisowa
Karierę zawodową Camporese rozpoczął w 1987 roku, a zakończył w 2001 roku. W grze pojedynczej wygrał przez ten czas 2 turnieje rangi ATP World Tour oraz osiągnął 1 finał.
W grze podwójnej triumfował w 5 turniejach kategorii ATP World Tour, a także doszedł do 4 finałów.
W Pucharze Davisa swoje pierwsze powołanie otrzymał w lutym 1989 roku podczas rywalizacji 1 rundy grupy światowej przeciwko Szwecji. Mecz przeciwko Mikaelowi Pernforsowi wygrał w trzech setach. Łącznie w reprezentacji zagrał w 21 pojedynkach singlowych, z których 12 wygrał oraz w 9 spotkaniach deblowych, z których 6 zwyciężył.
Camporese 2 razy startował w igrzyskach olimpijskich, w Seulu (1988) i Barcelonie (1992). W Seulu odpadł w 1 rundzie konkurencji singla i debla, natomiast w Barcelonie dochodził do 2 rundy gry pojedynczej i podwójnej.
W rankingu gry pojedynczej Camporese najwyżej był na 18. miejscu (10 lutego 1992), a w klasyfikacji gry podwójnej na 27. pozycji (13 stycznia 1992).

### Finały w turniejach ATP World Tour
| Legenda                                      |
| -------------------------------------------- |
| Wielki Szlem                                 |
| Igrzyska olimpijskie                         |
| Tennis Masters Cup / ATP Finals              |
| ATP Masters Series / ATP Tour Masters 1000   |
| ATP International Series Gold / ATP Tour 500 |
| ATP International Series / ATP Tour 250      |

#### Gra pojedyncza (2–1)
| Końcowy wynik | Nr | Data             | Turniej    | Nawierzchnia    | Przeciwnik             | Wynik finału        |
| ------------- | -- | ---------------- | ---------- | --------------- | ---------------------- | ------------------- |
| Finalista     | 1. | 26 sierpnia 1990 | San Marino | Ceglana         | Guillermo Pérez Roldán | 3:6, 3:6            |
| Zwycięzca     | 1. | 3 marca 1991     | Rotterdam  | Dywanowa (hala) | Ivan Lendl             | 3:6, 7:6(4), 7:6(4) |
| Zwycięzca     | 2. | 9 lutego 1992    | Mediolan   | Dywanowa (hala) | Goran Ivanišević       | 3:6, 6:3, 6:4       |

#### Gra podwójna (5–4)
| Końcowy wynik | Nr | Data                | Turniej    | Nawierzchnia    | Partner             | Przeciwnicy                 | Wynik finału  |
| ------------- | -- | ------------------- | ---------- | --------------- | ------------------- | --------------------------- | ------------- |
| Finalista     | 1. | 8 października 1989 | Bazylea    | Twarda (hala)   | Claudio Mezzadri    | Udo Riglewski Michael Stich | 3:6, 6:4, 0:6 |
| Zwycięzca     | 1. | 12 lutego 1990      | Mediolan   | Dywanowa (hala) | Diego Nargiso       | Tom Nijssen Udo Riglewski   | 6:4, 6:4      |
| Finalista     | 2. | 8 kwietnia 1990     | Estoril    | Ceglana         | Paolo Canè          | Sergio Casal Emilio Sánchez | 5:7, 6:4, 5:7 |
| Zwycięzca     | 2. | 6 maja 1990         | Madryt     | Ceglana         | Juan Carlos Báguena | Andrés Gómez Javier Sánchez | 6:4, 3:6, 6:3 |
| Finalista     | 3. | 15 lipca 1990       | Gstaad     | Ceglana         | Javier Sanchez      | Sergio Casal Emilio Sánchez | 3:6, 6:3, 5:7 |
| Zwycięzca     | 3. | 10 lutego 1991      | Mediolan   | Dywanowa (hala) | Goran Ivanišević    | Tom Nijssen Cyril Suk       | 6:4, 7:6      |
| Zwycięzca     | 4. | 19 maja 1991        | Rzym       | Ceglana         | Goran Ivanišević    | Luke Jensen Laurie Warder   | 6:2, 6:3      |
| Zwycięzca     | 5. | 23 czerwca 1991     | Manchester | Trawiasta       | Goran Ivanišević    | Nick Brown Andrew Castle    | 6:4, 6:3      |
| Finalista     | 4. | 21 lipca 1991       | Stuttgart  | Ceglana         | Goran Ivanišević    | Wally Masur Emilio Sánchez  | 6:4, 3:6, 4:6 |